# 松岡巌鉄
松岡 巌鉄（まつおか がんてつ、1938年11月25日 - ）は、岡山県和気郡香登町（現・備前市）出身で間垣部屋所属の元大相撲力士、元プロレスラー。大相撲時代の四股名は正剛山（せいござん）で、最高位は幕下33枚目。本名は、松岡 政雄（まつおか まさお）。

## 略歴
1958年、間垣部屋に入門して松岡山の四股名で1958年7月場所で初土俵、同年11月場所には四股名を正剛山と改め序二段優勝、1960年11月場所には三段目優勝して幕下昇進を果すが、1962年1月場所限りで廃業。
1962年、日本プロレスに入門し、大相撲時代の四股名である正剛山をリングネームとしてデビュー、後に松岡巌鉄に改名。
1968年1月18日には、国際プロレスのブッカーとして大木金太郎の引き抜きを画策したグレート東郷を、ユセフ・トルコとともに襲撃して負傷させた 。
1969年には初渡米し、ミスター・オオタのリングネームで活動。間垣部屋時代の力士仲間でもあったグレート・イトー（上田馬之助）とのコンビで南部、東部地方で活躍し、コンビ解消後はカナダへ転戦。
1972年、ジャイアント馬場の離脱でピンチに陥った日本プロレスに凱旋帰国。リンゴ潰しのパフォーマンスで話題を呼び、ダニー・ホッジの保持するNWA世界ジュニアヘビー級選手権に挑戦するなど活躍した。
1973年、グレート小鹿とのコンビでアジアタッグ王座を獲得するが、同年に日本プロレスが活動停止した事で、大木金太郎ら残党とともに全日本プロレスに移籍（正式には日本テレビとの3年契約の上、全日本プロレスへ派遣）。しかし、馬場からは自身のかねてからの素行面を評価されず、かつての「猪木クーデター事件」の経緯から馬場との折り合いが悪かった上田馬之助（当該項目を参照）とともに「リストラ候補」として冷遇されることとなり、全日本では試合を干されるか、出場できても格下外国人や若手との前座試合の出場に終始する事となった。このため、移籍からわずか3ヶ月後の10月9日に上田と共に全日本を離脱した。
日本テレビとの契約により、契約期間中は日本テレビの許可なく国内他団体への出場を禁止されていたため、上田と共に日本国内での新団体設立を画策するも資金面の問題などもあって挫折、さらに日本テレビの契約問題が波及しない日本国外のマットへの転戦を図ったが、程なくして上田とも決別した。松岡はその後は山口県岩国市の後援会の伝手を頼り、海産物を扱う店で働きながら、海外のプロモーターへ手紙を送って参戦を訴えていたという。1974年2月にNWAミッドアトランティック地区に登場し、5月からはミスター林とコンビを組むが、この年いっぱいで廃業し帰国、そのままプロレス界から姿を消した。その後の動静は関係者にも知られておらず、生没も含めて不明となっている。

## リングネーム
松岡が名乗ったことがあるリングネームおよび四股名を以下に記述する。
- 正剛山
- ミスター松岡
- 松岡巌鉄

## 得意技
- ヘッドシザース
- ドロップキック
- 頭突き
- クロー攻撃
- 逆エビ固め

## タイトル歴
- 1970年 テネシー地区世界タッグ
- 1971年 NWAUSタッグ王座（パートナー：マシオ駒）
- 1973年 アジアタッグ王座